# ÉCU电影节
ÉCU电影节（英语：The European Independent Film Festival）是专注于独立电影的年度国际电影节。它由Scott Hillier2006年在法国巴黎创办。该电影节致力于发掘并推广来自欧洲及其他地区的独立电影人才，展示在形式和内容上都高质量、创新并富有创造力的电影。共分14个类别，其中7个类别对非欧洲电影人（美来自国，澳大利亚，非洲及亚洲）开放，竞逐25个奖项。评审团成员来自世界各地，背景迥异。ÉCU的创始人兼主席，Scott Hillier，是一位驻巴黎的澳大利亚电影人。他在电影摄影、剪辑、制作和执导方面获得国际认可，曾在2003年获奥斯卡最佳纪录片的《双子塔》中担当摄影指导。
第15届ÉCU电影节 （页面存档备份，存于）将在2020年4月24—26日于法国巴黎举办。
除了电影放映，参与者还有机会参加一系列工作坊，“会见导演”交流会，观众可直接向电影人发问。在电影节的夜间派对上还将有现场音乐表演，由ÉCU的合作伙伴Access Film-Music举办。

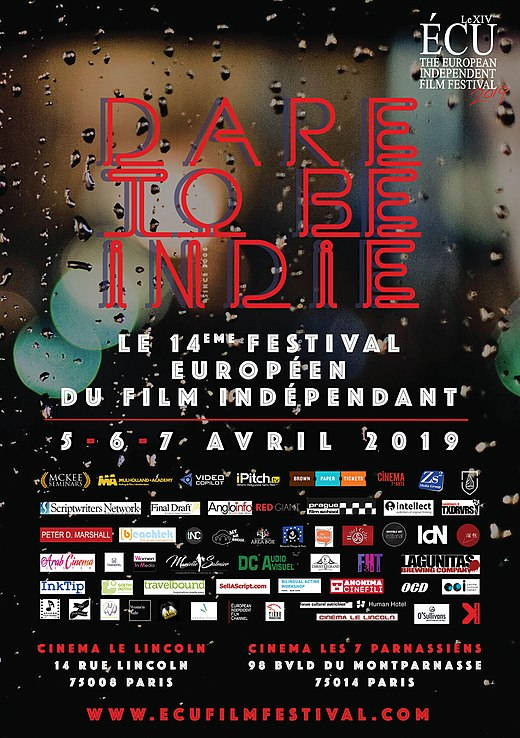
ÉCU 2019 海报

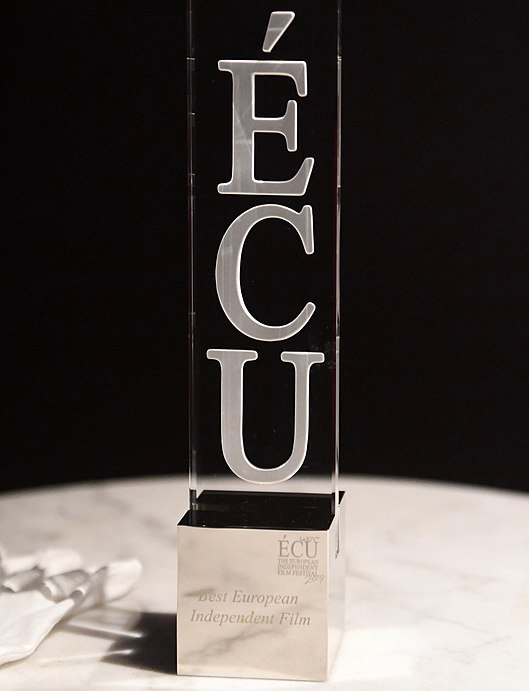
ÉCU 2019 奖杯

## 工作坊
电影节期间，所有参与者都可以参加由电影行业的专业人士举办的工作坊。这些工作坊让公众有机会参与电影制作，并让爱好者有机会精进其技术。

## 音乐
ÉCU是坚定的音乐人拥护者。除了通常的电影节活动外，整个周末都可以听到现场音乐。

## “会见导演”交流会
每场放映后，观众将有机会见到导演并参加问答环节。在这里，他们可以直接向电影人提问，并详细讨论创作电影时所面临的困难。

## ÉCU在路上
每年，电影节都会在世界各地巡回放映，以确保“官方评选”的导演和电影为公众所知。这在全球50多个（数字还在增长）合作电影节，文化中心和电影委员会的帮助下实现。在这些活动期间，一些“官方评选”的电影将被放映，这进一步扩大了导演的观众规模。

## 类别
电影节囊括了欧洲和非欧洲电影。

### 欧洲
- 剧情长片
- 剧情短片
- 纪录片
- 动画电影
- 音乐录像带
- 实验电影
- 喜剧

### 非欧洲
- 剧情长片
- 剧情短片
- 纪录片

### 全球范畴
- 学生电影
- “不只是剧本”比赛
- 阿拉伯特别选片

## 历届回顾

### ÉCU 2019 获奖作品一览
| 类别                                  | 获奖                                                                                         |
| ------------------------------------- | -------------------------------------------------------------------------------------------- |
| 2019年最佳欧洲独立电影                | PIGGY - Carlota Martínez Pereda (西班牙)                                                     |
| 2019年最佳欧洲独立剧情短片            | SYDNEY - Paul Wyett (英国)                                                                   |
| 2019年最佳欧洲独立剧情长片            | RWANDA - Riccardo Salvetti (意大利)                                                          |
| 2019年最佳欧洲独立纪录片              | THE QUIET REBEL - Carole Cassier (法国)                                                      |
| 2019年最佳欧洲独立动画电影            | AUGENBLICKE - A BLINK OF AN EYE - Kiana Naghshineh (德国)                                    |
| 2019年最佳欧洲独立喜剧                | PATER FAMILIAS - Giacomo Boeri (意大利)                                                      |
| 2019年最佳欧洲实验电影                | EL HOR - Diane Lucille Campbell (英国)                                                       |
| 2019年最佳欧洲独立音乐录像带          | BIRTHPLACE - Jorik Dozy, Sil van der Woerd (荷兰，印度尼西亚)                                |
| 2019年最佳非欧洲独立剧情短片          | THE MOUSE - Liat Akta (伊朗)                                                                 |
| 2019年最佳非欧洲独立剧情长片          | IN GOD I TRUST - Maja Zdanowskil (加拿大)                                                    |
| 2019年最佳非欧洲独立纪录片            | WOMEN OF THE GULAG - Marianna Yarovskaya (美国)                                              |
| 2019年最佳学生电影                    | REVERIE - Philip Louis Piaget Rodriguez (丹麦)                                               |
| 2019年最佳长片剧本                    | COURTESY OF THE KAISER - Mark Larson (美国)                                                  |
| 2019年最佳短片剧本                    | CLEMENT - German Perugorria Pans (乌拉圭)                                                    |
| 2019年最佳男演员                      | Mark Weinman - SEX ED (导演：Alice Seabright) (英国)                                         |
| 2019年最佳女演员                      | Sylvie Le Clanche - LE MAL BLEU (SICK BIRDS) (导演：Anaïs Tellenne & Zoran Boukherma) (法国) |
| 2019年最佳剪辑                        | SUBMISSION - Gary Coogan (导演: Savvas Stavrou) (英国)                                       |
| 2019年最佳摄影                        | THIRD KIND - Yannis Kanakis (导演: Yorgos Zois) (克罗地亚，希腊)                             |
| 2019年最佳导演                        | PIG HEART - Artjom Baranov (德国)                                                            |
| 2019年评审团特别奖                    | SKIN - Guy Nattiv (美国)                                                                     |
| 2019年评审团特别奖                    | SALAM - Claire Fowler (英国)                                                                 |
| 2019年评审团特别奖                    | I LOVE MY MUM - Alberto Sciamma (英国)                                                       |
| 2019年观众选择奖                      | EVERYTHING YOU DIDN’T SAY - Charlie Reader (英国)                                            |
| 2019年Ahmed Khedr奖（阿拉伯卓越电影） | FACES IN THE SUN - Farah Shaer (黎巴嫩，美国)                                                |
| 卓越女性电影                          | JOC - Andreea Valean (罗马尼亚)                                                              |

### ÉCU 2018
第13届ÉCU电影节于5月4日至6日在巴黎Les 7 Parnassiens电影院举行。在为期3天的电影节期间，共有来自37个国家的81部电影放映。
在电影节的周末，世界各地的观众接触到了来自不同经历，文化和种类的电影及其制作人。导演的问答环节为观众和导演之间就电影创作提供了一个讨论平台，而贯穿巴黎的节后派对将这些讨论延伸到了凌晨。ÉCU致力于提供一个文化平台，不仅在于娱乐，还在于建立独立电影世界的活跃网络。

### ÉCU 2017
第12届ÉCU电影节于2017年4月21日至23日在巴黎Les 7 Parnassiens电影院举行。3天内共放映了来自28个国家的73部电影。此外，观众还参加了“#SheShoots - 对话中的女性电影人”交流会。

### ÉCU 2016
第11届ÉCU电影节于4月8日至10日在巴黎Cinéma Les7 Parnassiens举行。3天内共放映了来自31个国家的77部电影。它们在14个类别中角逐，依据其形式和内容的质量，创造力和独立精神进行评审。

### ÉCU 2015
第10届ÉCU电影节于4月10日至12日在巴黎Les7 Parnassiens电影院举行。3天内共放映了来自32个国家的84部电影，并公布了获奖名单。这一年的“ÉCU在路上”，ÉCU在1月29日至2月4日前往了巴西圣保罗; 1月14日至15日，德国柏林，每场活动都展出了20多部独立电影。

### ÉCU 2014
第9届ÉCU电影节于4月4日至6日在巴黎Les7 Parnassiens电影院举行。除了电影放映，电影节参与者还有机会参加一系列研讨会以及“会见导演”交流会，观众直接向电影制作人提出问题。ÉCU的合作伙伴Access Film-Music还举办了现场音乐表演。

### ÉCU 2013
第8届ÉCU电影节于3月29日至3月31日举行，展出了来自35个国家的109部电影。电影节在Les 7 Parnassiens电影院举办; 电影放映和关于编剧、导演、剪辑、表演和混音的专业工作坊在Cinéma Action Christine举行。阿拉伯电影选片部分则在Cinéma Linlin举行。

## 媒体报道
- http://www.france24.com/en/20110402-en-culture-europeanindependent-film-festival-scott-hillier-catherine-nicholson （页面存档备份，存于）
- https://web.archive.org/web/20160303171629/http://www.irishfilmboard.ie/irish_film_industry/news/Charlie_Casanova_to_have_European_premiere_at_ECU_Festival_in_Paris/1593
- http://www.parisetudiant.com/etudiant/sortie/festival-europeen-du-film-independant-2.html （页面存档备份，存于）
- http://hungryeyemagazine.com/hungry-eye-newseuropean-independentfilm-festival-toshowcase-2011-winning-filmsin-tbilisi-georgia/ （页面存档备份，存于）
- https://web.archive.org/web/20111105160641/http://www.futureinfilm.com/blog/european-independent-film-festival

- https://www.angloinfo.com/paris/events/listing/paris-sheshoots-women-speak-indie/76235%5B%5D